# Croton gilgianus
Espèce
 Croton gilgianus est une espèce de plantes à fleurs du genre Croton et de la famille des Euphorbiaceae, présente en Uruguay.